# Blantyre (Écosse)
Pour les articles homonymes, voir Blantyre.
Blantyre est une ville du South Lanarkshire, au sud-ouest de la grande banlieue de Glasgow en Écosse, au Royaume-Uni.
C’est la ville de naissance de Sir David Livingstone. La ville a donné son nom à la ville de Blantyre au Malawi.